# Otto Stapf
Otto Stapf (1857, Perneck cerca de Bad Ischl, Alta Austria - 1933, Innsbruck) fue un botánico austríaco.
En 1882 obtuvo el doctorado en la Universidad de Viena, de la que fue catedrático desde 1887. Entre 1882 a 1887, fue el asistente del profesor Anton Kerner von Marilaun. Viajó a Irán en 1885. Desde 1891 fue asistente director del herbario en el Jardín Botánico Real de Kew y luego Custodio del mismo entre 1909 y 1922.
Stapf publicó Ergebnise der Polak’schen Expedition nach Persian 1882 (1885-1886), Die Arten der Gattung Ephedra (1889). Entre 1929 y 1931 editó el Index Londinensis. Además, escribió sobre las gramíneas en Flora Capensis y en Flora Tropical Africa.

## Otras obras
- 2010. Liberia V1 (1906). Con Harry Johnston. Ed. reimpresa de Kessinger Publ. 572 pp. ISBN 1166209008

- 2009. On the Flora of Mount Kinabalu, in North Borneo. Ed. General Books, 200 pp. ISBN 1150580038

- 1941. Index londinensis to illustrations of flowering plants, ferns and fern allies: Supplement for the years 1921-35. Con Wilson Crosfleld Worsdell, Georg August Pritzel, Arthur William Hill. Ed. Clarendon press

- 1905. The Aconites of India. Ed. Bengal Secretariat Press. vi + 115-197 + lxxx índex ISBN 8170192935 ISBN 9788170192930

- 1893. On the Flora of Mount Kinbalu, in North Borneo. Ed. The Society, 195 pp.

## Honores
Miembro asociado
- Sociedad linneana de Londres, 1898 y miembro pleno en 1908
- integrante de la Royal Society

Galardones
- 1928: medalla Victoria de Horticultura
- 1927: medalla linneana
- 1931: medalla Veitch

### Eponimia
Género
- (Turneraceae) Stapfiella Gilg & J.Lewis[1]

- (Poaceae) Stapfiola Kuntze[2]

- (Melastomataceae) Stapfiophyton H.L.Li[3]

Especies
- (Boraginaceae) Onosma stapfii Wettstein ex Stapf[4]

- (Crassulaceae) Kalanchoe stapfii Raym.-Hamet & H.Perrier[5]

- (Gentianaceae) Lomatogonium stapfii (Burkill) Harry Sm.[6]

- (Gesneriaceae) Loxocarpus stapfii (Kraenzl.) B.L.Burtt[7]

- (Myrsinaceae) Cybianthus stapfii (Mez) G.Agostini[8]

- (Orchidaceae) Habenaria stapfii Ames & C.Schweinf.[9]

- (Poaceae) Microstegium stapfii (Hook.f.) A.Camus[10]

- (Thymelaeaceae) Daphne stapfii Bornm. & Keissl.[11]

- (Zygophyllaceae) Tetraena stapfii (Schinz) Beier & Thulin[12]

- La abreviatura «Stapf» se emplea para indicar a Otto Stapf como autoridad en la descripción y clasificación científica de los vegetales.[13]